# Пођолино (Фиренца)
Пођолино је насеље у Италији у округу Фиренца, региону Тоскана.
Према процени из 2011. у насељу је живело 321 становника. Насеље се налази на надморској висини од 163 м.